# Otto von Stuckrad
Johann Bernhard Otto von Stuckrad (* 2. August 1803 in Kruklanken; † 23. Januar 1888 in Berlin) war ein preußischer Generalmajor und Kommandant der Festung Thorn.

## Leben

### Herkunft
Otto war ein Sohn des preußischen Generalleutnants Leopold von Stuckrad und dessen Ehefrau Charlotte, geborene von Drigalski (1785–1854). Die beiden jüngeren Brüder Leonhard (1808–1885) und Alexander (1814–1895) wurden preußische Generalleutnante.

### Militärlaufbahn
Stuckrad trat Ende August 1817 in das 1. Infanterie-Regiment (Ostpreußisches) der Preußischen Armee ein und avancierte bis Ende Mai 1821 zum Sekondeleutnant. 1825/28 war er zur weiteren Ausbildung an die Allgemeine Kriegsschule kommandiert. 1830 wurde Stuckrad Regimentsadjutant und stieg in dieser Stellung Ende November 1837 zum Premierleutnant auf. Am 30. März 1840 kommandierte man ihn als Adjutant der 2. Infanterie-Brigade und anschließend ab dem 16. September 1842 in gleicher Eigenschaft bei der 2. Division in Danzig. Unter Belassung in dieser Stellung wurde Stuckrad am 30. März 1844 als Hauptmann dem 4. Infanterie-Regiment aggregiert. Mit der Ernennung zum Kompaniechef versah er ab dem 18. September 1844 Dienst in diesem Regiment und wurde am 22. November 1849 als Major Kommandeur des I. Bataillons im 19. Landwehr-Regiment in Polnisch Lissa. Daran schloss sich vom 14. Juni 1854 bis zum 15. Mai 1857 eine Verwendung als Kommandeur des 3. Jäger-Bataillons in Lübben an. Zwischenzeitlich Mitte Juli 1855 zum Oberstleutnant aufgestiegen, war Stuckrad dann Bataillonskommandeur im 8. Infanterie-Regiment (genannt Leib-Infanterie-Regiment). Unter Stellung à la suite dieses Verbandes wurde er am 3. Juni 1858 zum Kommandanten von Magdeburg ernannt und im November 1858 zum Oberst befördert. Am 13. Mai 1861 folgte seine Versetzung als Kommandant nach Thorn. In dieser Stellung wurde Stuckrad am 18. Oktober 1861 anlässlich der Krönung von Wilhelm I. zum König von Preußen der Charakter als Generalmajor verliehen. Außerdem wurde er 1863 mit dem Roten Adlerorden III. Klasse mit Schleife, 1864 mit dem Sankt-Stanislaus-Orden I. Klasse sowie im Januar 1869 mit dem Kronenorden II. Klasse ausgezeichnet. Am 13. Juni 1869 stellte man Stuckrad mit der gesetzlichen Pension zur Disposition.

### Familie
Stuckrad verheiratete sich am 3. Januar 1829 in Berlin mit Antonie von Lüdicke (1809–1884), Tochter der Maria Anna Juliane von Trosky (1783–1811) und des Carl Friedrich von Lüdicke (1783–1812) vom Gut Groß Jehser/Niederlausitz. Aus der Ehe gingen zwölf Kinder hervor. Lediglich die Tochter Klara (1832–1869) und der Sohn Otto Eugen (1835–1876), preußischer Major, erreichten das Erwachsenenalter.